# Callisaurus draconoides
Callisaurus draconoides – gatunek jaszczurki z rodziny frynosomowatych (Phrynosomatidae), określanych w języku polskim nazwą zebrogonki; jedyny przedstawiciel rodzaju Callisaurus.

## Zasięg występowania
C. draconoides występuje na terenach Stanów Zjednoczonych (południowo-wschodnia Kalifornia, Nevada, Arizona, skrajnie południowo-zachodni Nowy Meksyk) i Meksyku (Kalifornia Dolna, Kalifornia Dolna Południowa, Sonora i Sinaloa).

## Taksonomia
Gatunek i rodzaj po raz pierwszy naukowo opisał w 1835 roku francuski zoolog Henri de Blainville. Jako miejsce typowe odłowu holotypu Blainville wskazał Kalifornię.

### Etymologia
- Callisaurus: gr. καλλος kallos „piękno”, od καλος kalos „piękny”[6]; σαυρος sauros „jaszczurka”[7].
- draconoides: gr. δρακων drakōn, δρακοντος drakontos „wąż, smok”[8]; -οιδης -oidēs „przypominający”[9].